# نرفولک تریر
نرفولک تریر (به انگلیسی: Norfolk Terrier)، نام یکی از نژادهای سگ است که خاستگاه آن به بریتانیا بازمی‌گردد.